# Prunus miyasakana
Prunus miyasakana är en rosväxtart som beskrevs av Hideo Kubota. Prunus miyasakana ingår i släktet prunusar, och familjen rosväxter. Inga underarter finns listade i Catalogue of Life.